# Ивановск (Псковская область)
Ивановск — деревня в Плюсском районе Псковской области, входит в состав сельского поселения Запольская волость.
Расположена в 1,5 км от автодороги Санкт-Петербург — Киев (М20), в 12 км к югу от райцентра посёлка городского типа Заплюсье, и в 3 км к югу от волостного центра Заполье. В 1 км южнее находится деревня Ивановское.
Численность населения деревни по оценке на конец 2000 года составляла 12 человек, по переписи 2002 года — 11 человек.